# 程喜
程喜，字申伯，三國時期曹魏人物，在明帝曹叡時期擔任青州刺史，曹芳時期擔任征北將軍。

## 生平
太和六年（232年）冬十月，程喜隨著殄夷將軍田豫討伐孫吳周賀，並將之射殺。然而程喜不滿田豫以太守身份督青州，在作戰期間多有不合作之處，又密報中傷田豫放任士兵自取金銀財寶而不沒收入官府，讓喜歡明珠的明帝對田豫有所不滿，褒賞都被抹去不論。
朝廷屢次徵闢隱士管寧不成，程喜也向明帝回答管寧的生態狀況。
曹芳時期擔任征北將軍，駐兵於薊。當時幽州刺史杜恕準備和程喜辦公，尚書袁侃告戒杜恕程喜從前曾經害過田豫，現在他和程喜一起在薊城辦公，好應該好好防範程喜。但杜恕不以為然。
杜恕上任不久，就有鮮卑大人不經關塞，直接領數十騎兵到州府，杜恕於是斬殺一個隨從的騎兵，並沒有上表報告。程喜原本派司馬宋權向杜恕表示為自己謝罪，然而杜恕堅持自己的立場，因此程喜藉著殺隨從的事情彈劾杜恕，令杜恕於嘉平元年（249年）被免為庶人，徙章武郡。
此後再無程喜事載。

## 軼事
- 程喜著有《相印法》一卷，現已佚。
- 据《三国志·方技传》载，相术士朱建平曾失算了程喜的前程。[4]